# 佐藤贤了
佐藤贤了（日语：／ Satō Kenryō，1895年6月1日—1975年2月6日），日本陆军中将，二戰甲级战犯，入侵法屬印度支那的策划者。 被视为东条英机担任首相期间的“三奸四愚”中的“四愚”之一（另外三人是木村兵太郎、真田穣一郎和赤松贞雄）。

## 生平
1895年，出生于石川县河北郡花园村字今町。
1917年，毕业于陆军士官学校。
1920年，毕业于陆军炮工学校。
1925年，毕业于陆军大学。
1940年，任南支那方面军副参谋长。
1944年，任支那派遣军副参谋长。

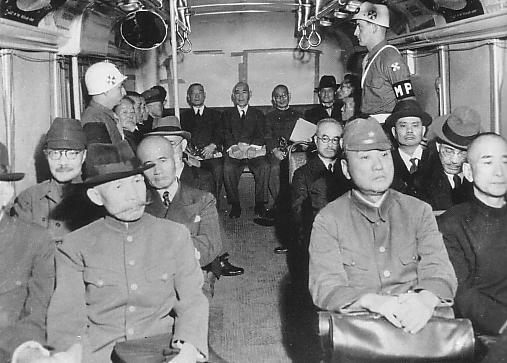
乘坐巴士的甲級戰犯（前列右第2人為佐藤賢了）

1945年8月15日，第二次世界大戰結束。 同年12月2日，盟軍總司令部最高司令官命令日本政府逮捕佐藤賢了（第三輪逮捕的59人之一），被關在巢鴨監獄。佐藤被指控為最年輕的甲級戰犯，並在遠東國際軍事法庭受審。在出庭期間，他和東條英機繼續穿著軍裝（至少到1947年8月為止。東條穿著閉領襯衫，而佐藤穿著開領襯衫）。他被判處無期徒刑，並於 1956年3月31日被釋放，是甲級戰犯中最晚被釋放的一位。之後，擔任東急關西（現為東急產業服務）社長。
1965年8月，佐藤以講師身份出席越南和平公民聯合會（Beheiren）的討論會，他呼籲共產黨代表上田光一郎（當時為共產黨中央政策委員會候選人）「終結中蘇對立，日本共產黨需繼續努力」，贏得了聽眾的掌聲。
1958年，赦免。
1975年，去世。